# Hruba Przehyba (Tatry Zachodnie)
Hruba Przehyba – przełęcz w grani głównej słowackich Tatr Zachodnich pomiędzy Szeroką Kopą (ostatni na zachód wierzchołek Trzech Kop) a Hrubą Kopą. Jest płytka i skalista. Po północnej stronie strome zbocza opadają spod przełęczy do Doliny Rohackiej (powyżej Rohackich Stawów), zaś od południowej strony nieco mniej stromo do Wielkich Zawratów w górnej części Doliny Żarskiej. Przez przełęcz prowadzi główną granią trudny szlak turystyczny porównywany do polskiej Orlej Perci.

## Szlaki turystyczne
– czerwony, biegnący główna granią Tatr Zachodnich na odcinku od Smutnej Przełęczy do Banikowskiej Przełęczy przez Trzy Kopy, Hrubą Kopę i Banówkę. Czas przejścia fragmentu szlaku: 2 h, z powrotem tyle samo